# Рассветовское сельское поселение (Волгоградская область)
Рассве́товское се́льское поселе́ние — муниципальное образование в Еланском районе Волгоградской области. Административный центр — село Берёзовка.

## История
Рассветовское сельское поселение образовано 24 декабря 2004 года в соответствии с Законом Волгоградской области № 980-ОД.

## Население
| 2010 | 2012 | 2013 | 2014 | 2015 | 2016 | 2017 |
| ---- | ---- | ---- | ---- | ---- | ---- | ---- |
| 1003 | ↘988 | ↘983 | ↘979 | ↘978 | ↘961 | ↘960 |
| 2018 | 2019 | 2020 | 2021 |      |      |      |
| ↘950 | ↗952 | ↗954 | ↘946 |      |      |      |

## Состав сельского поселения
| № | Населённый пункт | Тип населённого пункта       | Население |
| - | ---------------- | ---------------------------- | --------- |
| 1 | Берёзовка        | село, административный центр | ↘946      |